# Trujillo Alto (Trujillo Alto)
Trujillo Alto es un pueblo ubicado en el municipio de Trujillo Alto en el estado libre asociado de Puerto Rico. En el Censo de 2010 tenía una población de 673 habitantes y una densidad poblacional de 1.779,77 personas por km².

## Geografía
Trujillo Alto se encuentra ubicado en las coordenadas 18°21′15″N 66°0′25″O / 18.35417, -66.00694. Según la Oficina del Censo de los Estados Unidos, Trujillo Alto tiene una superficie total de 0.38 km², de la cual 0.33 km² corresponden a tierra firme y (12.33%) 0.05 km² es agua.

## Demografía
Según el censo de 2010, había 673 personas residiendo en Trujillo Alto. La densidad de población era de 1.779,77 hab./km². De los 673 habitantes, Trujillo Alto estaba compuesto por el 64.04% blancos, el 16.64% eran afroamericanos, el 0.59% eran amerindios, el 0.3% eran asiáticos, el 13.82% eran de otras razas y el 4.61% pertenecían a dos o más razas. Del total de la población el 99.41% eran hispanos o latinos de cualquier raza.